# Фестивали в Корея
Поводите за празнуване в Корея са много.
На всеки 14-и ден от месеца корейците празнуват публично в Сеул. Кои официални, кои не, но всички тези празници са изпълнени с много светлини, усмивки и поводи за среща с любите хора. Можем да ги зарадваме с букет цветя, пръчици пеперо или просто им подарим един незабравим спомен под озареното от фойерверки небе.

## E-World Starlight
E-World Starlight е фестивал, който се провежда с 10 милиона лампи на обширната територия около E-World и 83 Tower. На този карнавален фестивал се предлагат балони с горещ въздух, рози, светещи дрънкулки и други. Всяла година се избират различни дати за празнуването му.
Програмата започва през нощта, а характерните за фестивала дървета, образуват 200 метрови пътеки със светлини. Други пътеки са украсени с чадъри има и фото зона от 1000 лампички.
Празникът не може да мине без 10 000 LED рози, които се разпростират покрай стълбите, създавайки романтична и незабравима атмосфера.
Този фестивал се празнува от младите двойки. А някои корейци твърдят, че дори срещат сродните си души по време на среднощната програма на E-World Starlight.

## „Милион рози"
Всяка година се провежда фестивал на розите, като градината, в която се отглеждат побира около милион рози и това привлича хиляди туристи от цял свят. Розите са разположени в тунел (5,15 км) в Юнгнанг-гу. Фестивалът се провежда всеки месец май. Всяка година фестивалът има специална тема, посветена на прекрасните цветя, които ни предлага.
Посетителите главно са двойки или почитатели на красивите цветя като те могат да бъдат както корейци, така и чужденци.

## „Yangpyeong Sansuyu Hanu“
Фестивалът се провежда сред колонии от дървета сансю, които са най-старите плодни дървета на корнус* (вид плод). Посетителите могат да се насладят на различни дейности или просто да се разходят, наслаждавайки се на живата музика.

## Огнен фестивал „Чеджу“
Като част от тридневен фестивал от края на февруари до началото на месец март, всяка година хълмът в град Чеджу (Saebyeol Oreum) се пали в символ на здраве и добра реколта през новата година.
Той символизира древната традиция да се изгаря сухата трева, за да се отърват от вредители преди настъпването на новия сезон на засаждане.
На фестивала се играят традиционни коресйки игри, марширува се с факли, има специални изпълнения и др.
Впечатляващ завършек на фестивала е програмата с фойерверки. Това, което прави фестивала още по-специален, е красивият, естествен пейзаж, който гради и предлага остров Джеджу.